# André Quénard
Pour les articles homonymes, voir Quenard.
André Quénard, né le 7 janvier 1909 à La Ferté-Imbault (Loir-et-Cher) et mort le 30 avril 1988 à La Milesse (Sarthe), est un homme politique français.

## Biographie
Fils d'ouvrier, André Quénard devient instituteur après son passage à l'école normale de Loches, puis directeur d'école. Il adhère au parti socialiste SFIO dans les années 1930, et milite syndicalement au sein du syndicat national des instituteurs, ainsi qu'à la Ligue des droits de l'Homme.
Fait prisonnier en 1940, il passe toute la Seconde Guerre mondiale en Allemagne et ne revient en France qu'en 1945. Il est alors candidat en deuxième position sur la liste de la SFIO en Indre-et-Loire pour l'élection de la première assemblée constituante, derrière Jean Meunier, et est élu député.
De nouveau candidat, dans les mêmes conditions, en juin 1946, il est réélu.
Député assez discret, il n'intervient pas pendant ces mandats, et ne se distingue pas des autres députés socialistes dans ses votes et prises de position.
En novembre de cette même année, la liste socialiste essuie un léger recul, passant de 26,5 % des voix à 23,7 %, suffisant cependant pour perdre un de ses deux sièges. Meunier est donc le seul député socialiste du département.
Malgré une nouvelle chute, la liste socialiste, avec seulement 17,5 % des voix, bénéficie en 1951 du système des apparentements, ce qui permet à André Quénard de retrouver l'assemblée nationale.
Secrétaire de la commission des affaires économiques, il est aussi actif au sein d'une sous-commission de suivi de la gestion des entreprises nationalisées. À ce titre, il dépose en 1955 un rapport sur la gestion de la SOFIRAD.
Pour autant, il n'intervient toujours pas en séance, et reste un député socialiste très loyal dans ses votes.
En 1953, il est élu conseiller municipal d'opposition, à Tours.
La SFIO enregistrant une nouvelle baisse en 1956 (15,5 % des voix), et ne bénéficiant pas cette fois des apparentements, Quénard perd de nouveau son siège de député lors des élections du 2 janvier.
Par la suite, il tentera de retrouver son siège à deux reprises. En 1958, avec 14,5 % des voix au second tour, il arrive en troisième position dans la circonscription remportée par Louis Jouhanneau. En 1962, il affronte le député maire de Tours Jean Royer dans sa circonscription, mais n'obtient que 14,2 % tandis que le sortant est réélu au premier tour.
Il n'a pas plus de succès dans ses tentatives d'implantation locale : déjà battu aux cantonales en 1955, il échoue en 1958 dans le canton de Montbazon, puis en 1961 dans celui de Tours-Sud.
Au sein de la fédération socialiste, il occupe les fonctions de secrétaire entre 1958 et 1960. Par la suite, il est trésorier fédéral jusqu'à la création du Parti Socialiste, lors du Congrès d'Épinay. Il exerce alors brièvement les fonctions de secrétaire fédéral par intérim, avant d'être exclu du parti en 1972, avec d'autres militants opposés à l'union de la gauche et engagés dans une alliance avec les centristes. Il est cependant réintégré l'année suivante, sans plus ensuite exercer de fonctions politiques. Il quitte ensuite le département pour prendre sa retraite dans la Sarthe.
Militant associatif laïque par ailleurs, André Quénard est vice-président départemental des DDEN et président de la Fédération des œuvres laïques d'Indre-et-Loire.

## Détail des fonctions et des mandats
Mandats parlementaires
- 21 octobre 1945 - 10 juin 1946 : Député d'Indre-et-Loire
- 2 juin 1946 - 27 novembre 1946 : Député d'Indre-et-Loire
- 17 juin 1951 - 1er décembre 1955 : Député d'Indre-et-Loire